# Coralina Cataldi Tassoni
Coralina Cataldi Tassoni (New York, 24 febbraio 1971) è un'attrice statunitense.

## Biografia
Nata nel quartiere newyorkese di Manhattan da genitori italiani, a quattro anni segue i suoi genitori nel trasferimento a Roma. Il suo debutto cinematografico risale al 1986 quando il regista Lamberto Bava le ha affidato il ruolo di Sally in Demoni 2 - L'incubo ritorna da lui prodotto. L'anno successivo ha lavorato con Argento in Opera (1987), dove ha interpretato la parte della costumista Giulia, poi ripresa ne Il fantasma dell'Opera (1998), rivisitazione del romanzo di Gaston Leroux interpretata da Julian Sands e Asia Argento. Dario Argento l'ha poi diretta nuovamente nel film La terza madre (2007). Fra gli altri film interpretati: L'amico d'infanzia (1994) di Pupi Avati e Ghost Son di Lamberto Bava; è stata anche protagonista della produzione indipendente Il bosco 1, horror del 1988. È apparsa inoltre in numerose produzioni televisive e teatrali in Italia e in America, tra le quali anche un adattamento di Grease.

## Filmografia

### Attrice

#### Cinema
- Dèmoni 2... L'incubo ritorna, regia di Lamberto Bava (1986)
- La monaca di Monza, regia di Luciano Odorisio (1987)
- Opera, regia di Dario Argento (1987)
- Via Paradiso, regia di Luciano Odorisio (1988)
- Il bosco 1, regia di Andrea Marfori (1988)
- L'amico d'infanzia, regia di Pupi Avati (1994)
- La stanza accanto, regia di Fabrizio Laurenti (1994)
- Il fantasma dell'Opera, regia di Dario Argento (1998)
- Ghost Son, regia di Lamberto Bava (2007)
- La terza madre, regia di Dario Argento (2007)
- Astrid's Saints, regia di Mariano Baino (2024)

#### Cortometraggi
- In cerca d'amore, regia di Aida Mangia e Massimo Russo (1987)
- Dubbing in Italian Style, regia di Andrea Manni (1989)
- The Dirt, regia di Claudio Simonetti e Simona Simonetti (2008)
- Based on a True Life, regia di Mariano Baino e Coralina Cataldi Tassoni (2010)
- Lady M 5. 1, regia di Mario Baino (2016)
- A Moving Read, regia di Mario Baino (2019)

### Regista
- Based on a True Life – cortometraggio (2010)

### Sceneggiatrice
- Based on a True Life (2010)
- Hidden 3D (2011)

## Doppiatrici
- Francesca Guadagno in La terza madre
- Anna Rita Pasanisi in Dèmoni 2... L'incubo ritorna
- Isabella Pasanisi in Opera
- Ilaria Stagni in Il bosco 1